# Prêmio Emmy Kids de Melhor Série
O Prêmio Emmy Kids de Melhor Série foi entregue pela Academia Internacional das Artes & Ciências Televisivas de 2013 à 2019 aos melhores programas infanto-juvenis que tenham sido produzidos e transmitidos fora dos Estados Unidos. A categoria fazia parte dos Prêmios Emmy Kids Internacional.

## Vencedores
| Ano  | Vencedor                                   | País          | Emissora                                          |
| ---- | ------------------------------------------ | ------------- | ------------------------------------------------- |
| 2012 | Junior High School Diaries: Harmony of Two | Japão         | NHK                                               |
| 2013 | Pedro & Bianca                             | Brasil        | TV Cultura                                        |
| 2014 | Polseres vermelles                         | Espanha       | TV3 / Televisió de Catalunya                      |
| 2015 | Nowhere Boys                               | Austrália     | ABC Television                                    |
| 2016 | Kasper en de Kerstengelen                  | Países Baixos | NL Film & TV / Avrotros                           |
| 2017 | Club der roten Bänder                      | Alemanha      | Bantry Bay Productions GmbH / VOX Television GmbH |
| 2018 | Malhação: Viva a Diferença                 | Brasil        | Rede Globo                                        |
| 2019 | De Regels van Floor                        | Países Baixos | NL Film / VPRO Television                         |